# Lac Carillon
Lac Carillon är en sjö i Kanada.   Den ligger i regionen Capitale-Nationale och provinsen Québec, i den sydöstra delen av landet, 300 km nordost om huvudstaden Ottawa. Lac Carillon ligger 219 meter över havet. Arean är 1,9 kvadratkilometer. Den ligger vid sjön Lac Montauban. Den sträcker sig 1,8 kilometer i nord-sydlig riktning, och 2,5 kilometer i öst-västlig riktning.
I omgivningarna runt Lac Carillon växer i huvudsak blandskog. Runt Lac Carillon är det mycket glesbefolkat, med 7 invånare per kvadratkilometer.